# Aneta Wysokińska-Senkus
Aneta Agata Wysokińska-Senkus (ur. 28 stycznia 1978) – polska doktor habilitowana nauk ekonomicznych, prorektor Akademii Sztuki Wojennej (2016–2018).

## Życiorys
Jest absolwentką Wydziału Zarządzania Akademii Podlaskiej w Siedlcach (uzyskany tytuł magistra – 2001). W 2003 ukończyła studia podyplomowe w zakresie analityk zarządzania w Instytucie Organizacji i Zarządzania w Przemyśle „ORGMASZ” w Warszawie. W 2005 uzyskała tamże stopień doktor nauk ekonomicznych w zakresie nauki o zarządzaniu na podstawie pracy Rola systemów jakości w doskonaleniu procesu zarządzania w przedsiębiorstwach mleczarskich (promotor: Janusz Toruński). W 2007 uzyskała certyfikat Audytora Wiodącego w zakresie norm ISO nr A17062 wydany przez International Register of Certificated Auditors.
W 2015 habilitowała się w obszarze nauk ekonomicznych w dyscyplinie nauki o zarządzaniu na Wydziale Zarządzania Uniwersytetu Ekonomicznego w Krakowie.
W 2001 rozpoczęła pracę zawodową na Wydziale Zarządzania Uniwersytetu Humanistyczno-Przyrodniczego w Siedlcach w Katedrze Podstaw Zarządzania na stanowisku asystentki, a następnie na stanowisku adiunktki. W latach 2005–2015 pracowała także na Wydziale Ekonomiczno-Społecznym Uniwersytetu Przyrodniczego w Poznaniu. W 2015 rozpoczęła pracę na stanowisku profesor nadzwyczajnej w Instytucie Zarządzania Wydziału Zarządzania i Dowodzenia Akademii Obrony Narodowej w Warszawie. W roku akademickim 2016/17 pełniła funkcję prodziekan ds. naukowych na Wydziale Zarządzania i Dowodzenia Akademii Sztuki Wojennej. Następnie od 2016 do 2018 pełniła funkcję prorektor do spraw naukowych. Kieruje także Katedrą Systemów Zarządzania.
Autorka ponad 120 publikacji naukowych, w tym 5 monografii.

## Plagiat
W 2007 Sąd Rejonowy w Siedlcach uznał ją winną przestępstwa plagiatu. Aneta Wysokińska-Senkus została zobowiązana do wpłacenia 1000 zł na rzecz domu dziecka.

## Ważniejsze publikacje
- Wysokińska-Senkus, A., & Raczkowski, K. (2013). Economic security in the context of sustainability.
- Senkus, P., & Wysokińska-Senkus, A. (2013). Systemy zarządzania w świetle nowych wyzwań. Ewolucja systemów, jakość, środowisko (Vol. 1). ROI Consulting Sp. z oo-Wydawnictwo Naukowe.
- Senkus, P., & Wysokińska-Senkus, A. (2013). Systemy zarządzania w świetle nowych wyzwań. Bezpieczeństwo, informacja, integracja, wdrażanie, doskonalenie (Vol. 2). ROI Consulting Sp. z oo-Wydawnictwo Naukowe.
- Senkus, P., & Wysokińska-Senkus, A. (2013). Systemy zarządzania w świetle nowych wyzwań. Systemy zarządzania w świetle badań empirycznych, rekomendacje stosowania (Vol. 3). ROI Consulting Sp. z oo-Wydawnictwo Naukowe.
- Wysokińska-Senkus, A. (2013). Doskonalenie systemowego zarządzania w kontekście sustainability. Difin.
- Wysokińska-Senkus, A. (2011). Zarządzanie jakością a efektywność organizacji. Ekonomika i Organizacja Przedsiębiorstwa, (11), 33–40.
- Wysokińska-Senkus, A. (2008). Systemy ISO 9000 i HACCP w praktyce polskich przedsiębiorstw. Wydawnictwo Uniwersytetu Przyrodniczego.